# Vealøs
Vealøs est une île située à Karljohansvern dans la municipalité de Horten dans le comté de Vestfold en Norvège. L’île a une superficie de 0,1 km² et est reliée à Karljohansvern et Horten par un pont.

## Géographie
Géologiquement, l’île de Vealøs fait partie de la grande moraine d’extrémité de la fin de l’ère glaciaire, le grand raet qui s’étend tout autour de la Scandinavie de la Finlande au comté de Finnmark. En Norvège, cette mère est plus importante dans le comté d'Østfold et le comté de Vestfold, où elle est visible sous forme de grandes crêtes dans le paysage. Le raet traverse l'Oslofjord entre Jeløya et Horten, et Vealøs est formé par la crête de moraine sous-marine ici étant très haute. D’autres îles moraines similaires sont Jomfruland et Målen.

### Zone protégée
La partie sud-est de Vealøs est protégée en tant que réserve naturelle de Vealøs depuis 2009.

## Histoire

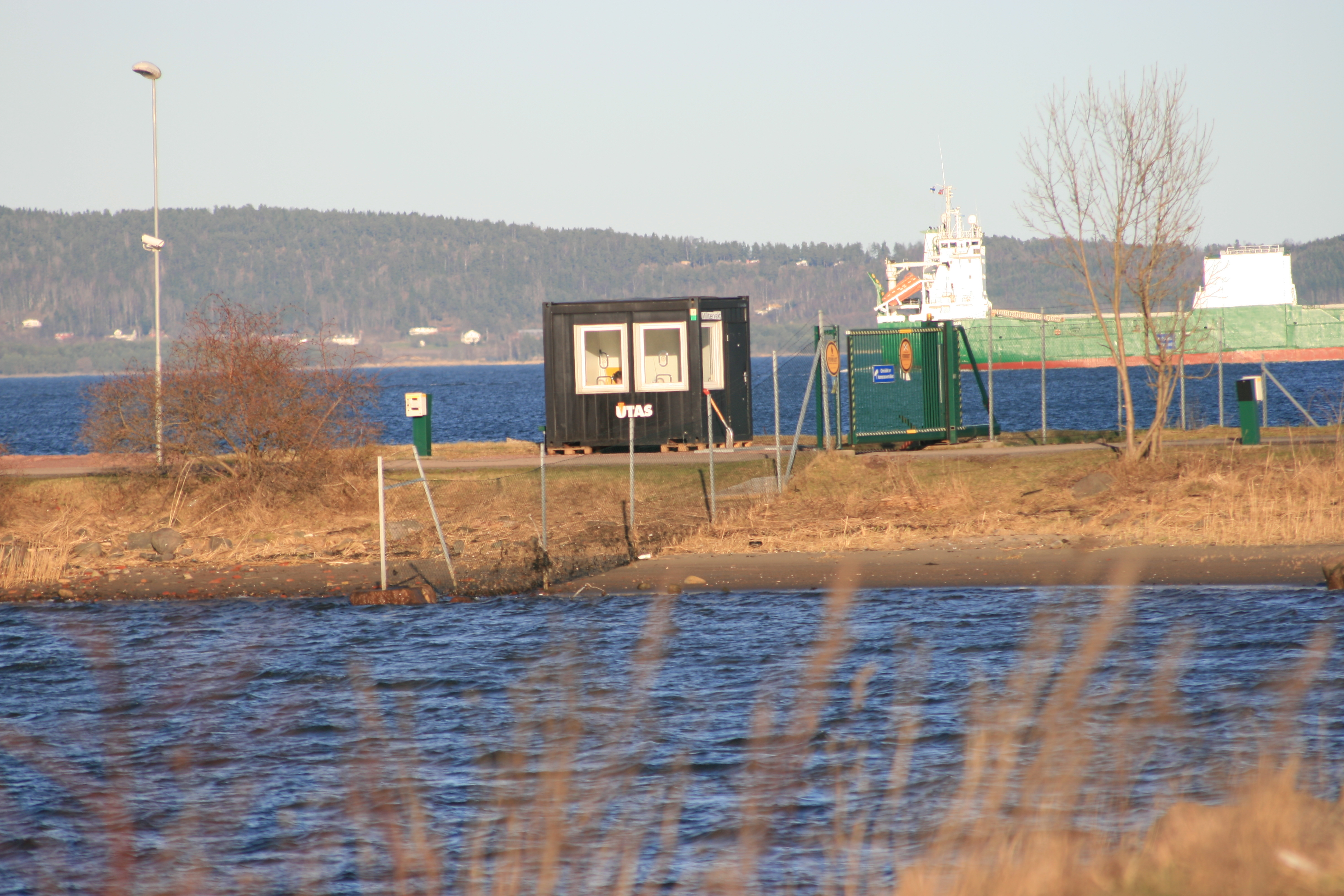
Poste de contrôle militaire sur le chemin de Vealøs.

L’île est utilisée par les forces armées norvégiennes. La plus grande installation de l’île est la Forteresse de Norske Løve. Les travaux du fort commencèrent en 1852 et se terminèrent en 1859. Le fort a une atmosphère presque médiévale, avec un fossé et un pont-levis. L’introduction de l’obus explosif a fait en sorte que le fort en tant que système de défense a été considéré comme démodé dès le début. Le fort a été achevé en 1856 et est toujours utilisé par les forces armées. L’île a été utilisée comme base pour les torpilleurs à moteur. Toute l’île est toujours une zone militaire, et la zone est bouclée avec des clôtures, une large surveillance et des postes de garde. Le public est autorisé à conduire un bateau jusqu’à l’île, mais pas à jeter l’ancre ou à débarquer.
Peu après la Seconde Guerre mondiale, les deux hangars ont été construits. Ceux-ci ont été améliorés en 2012.

## Galerie

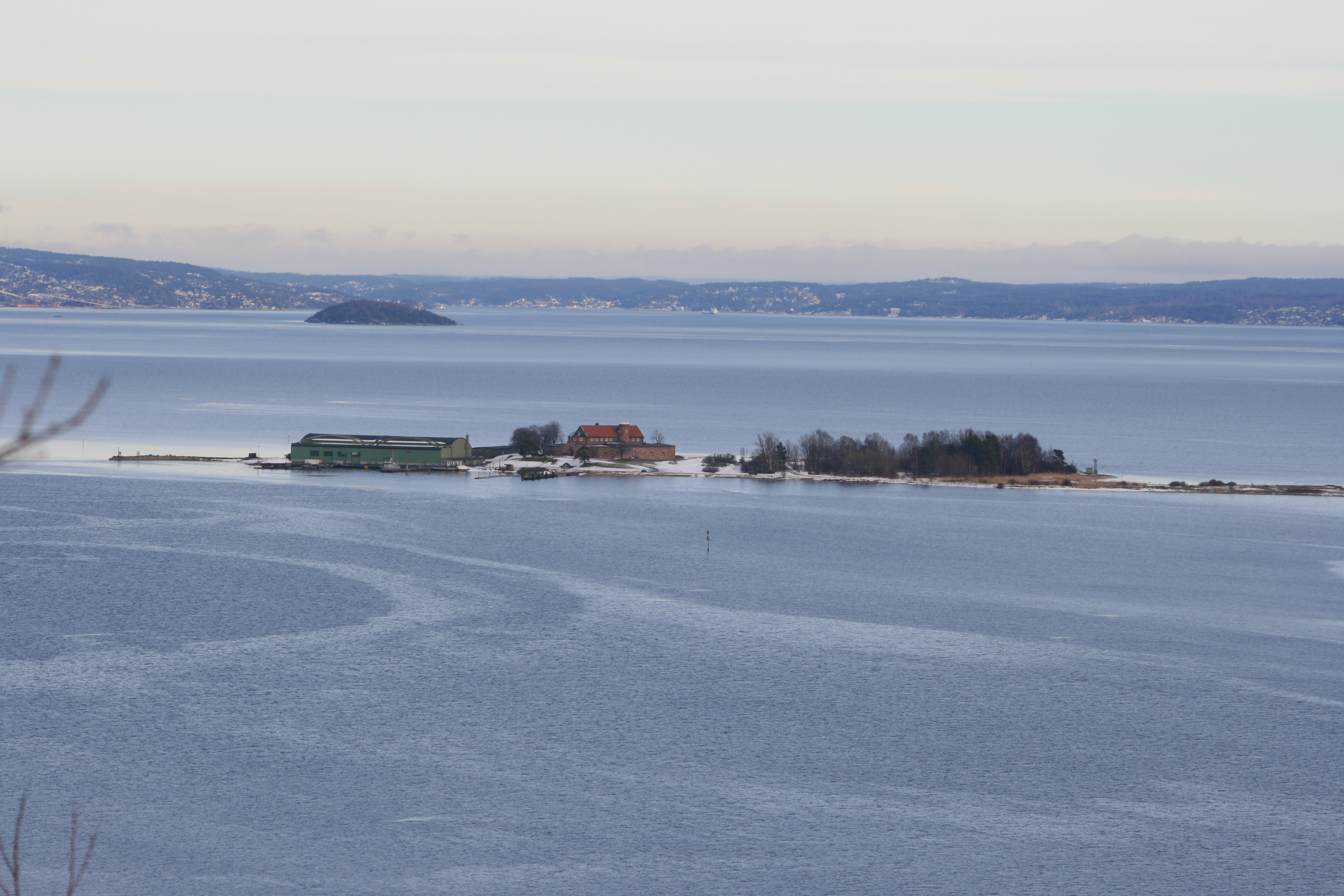
Vealøs et ses environs, vus du toit de la piscine.
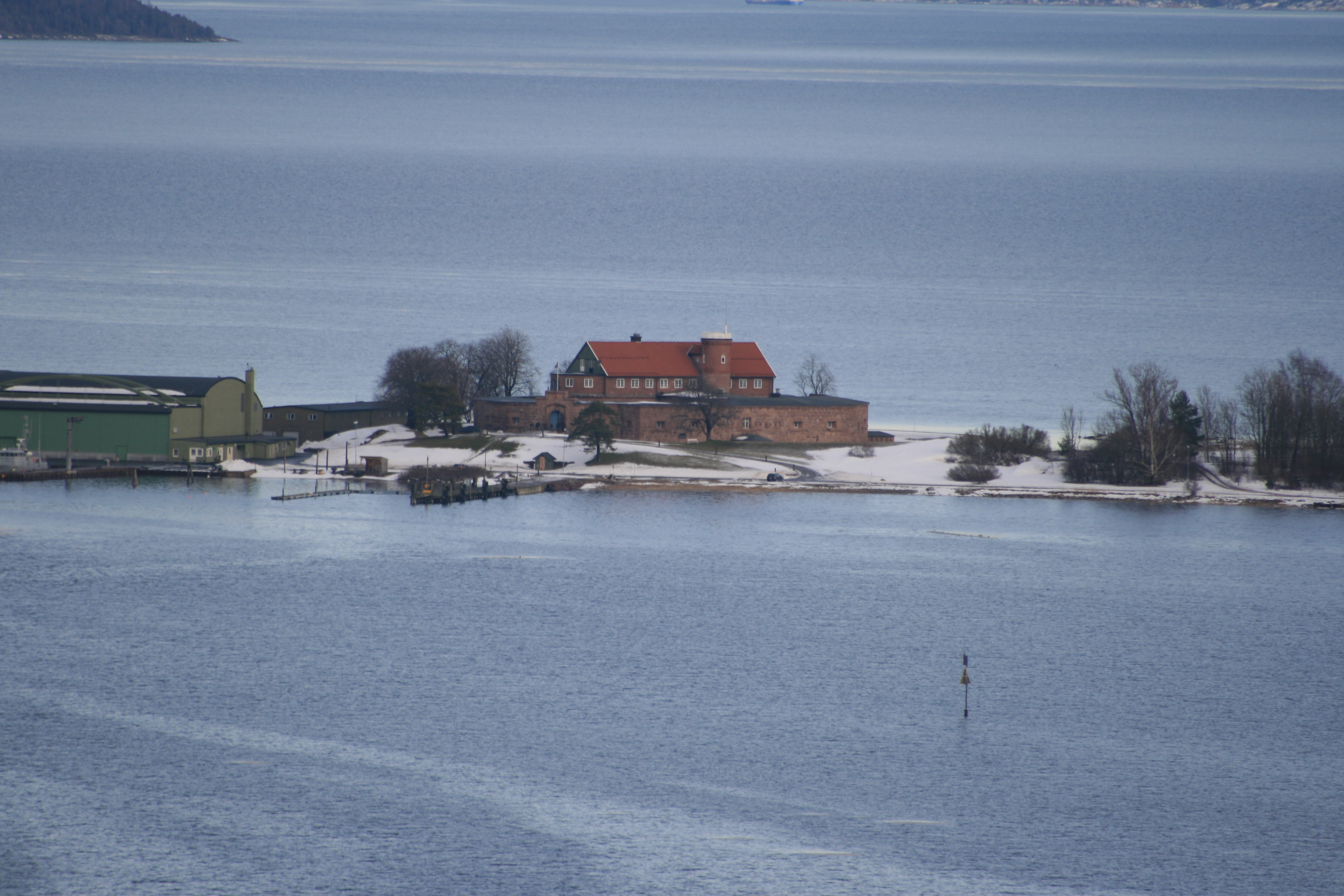
La forteresse de Norske Løve, pour laquelle Vealøs est le plus connu.
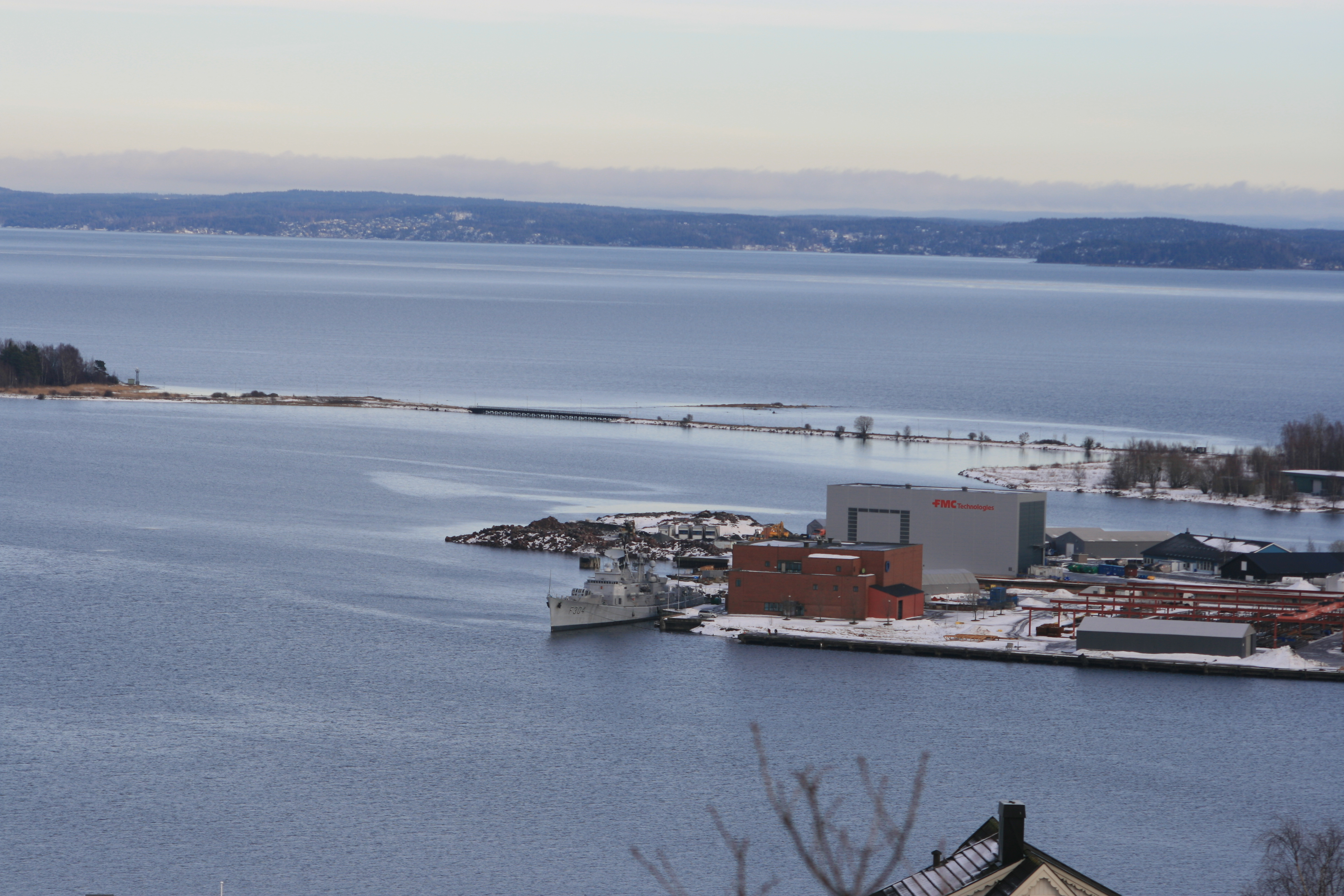
La route et le pont sur Vealøs.
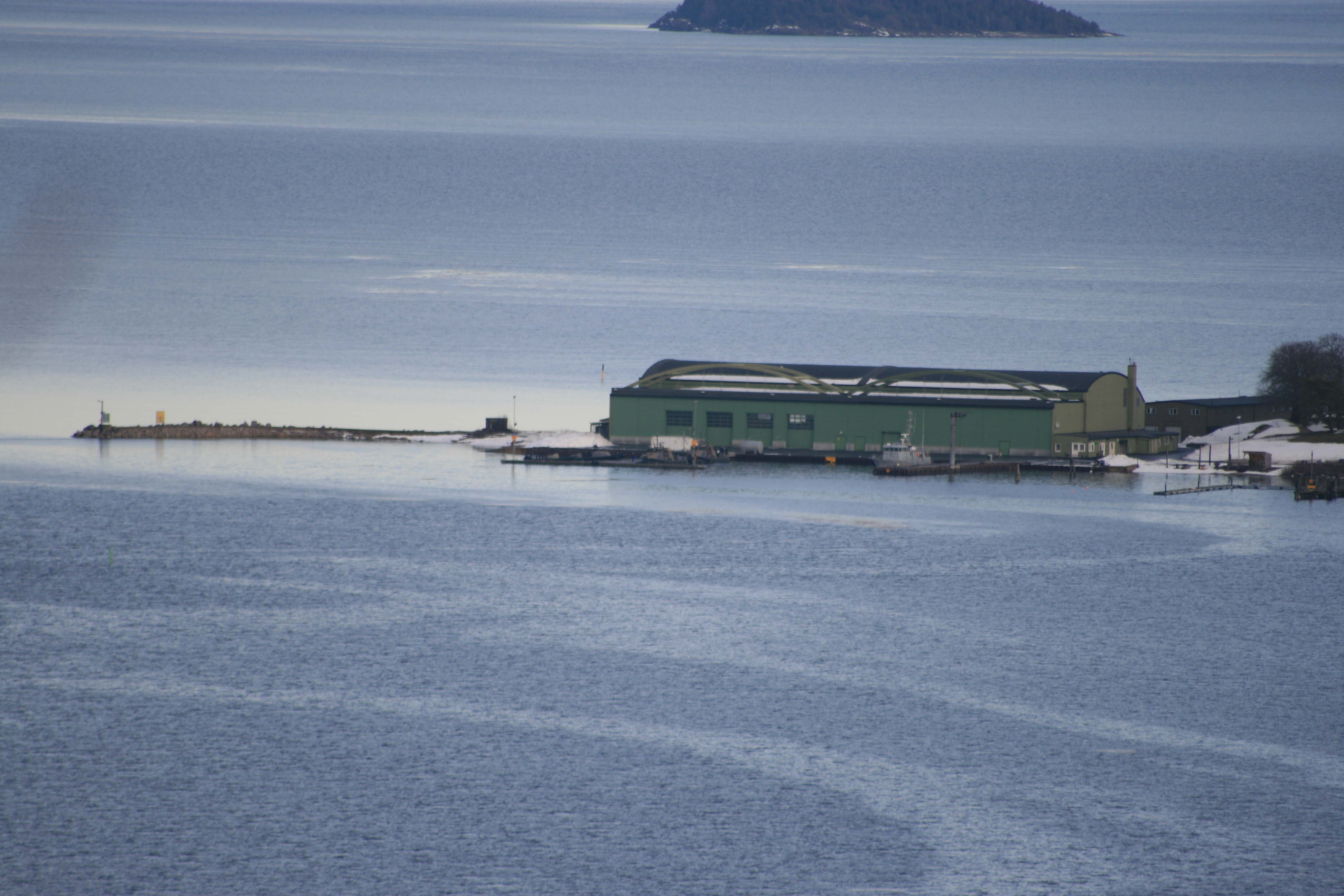
Le hangar de Vealøs, construit juste après la guerre.
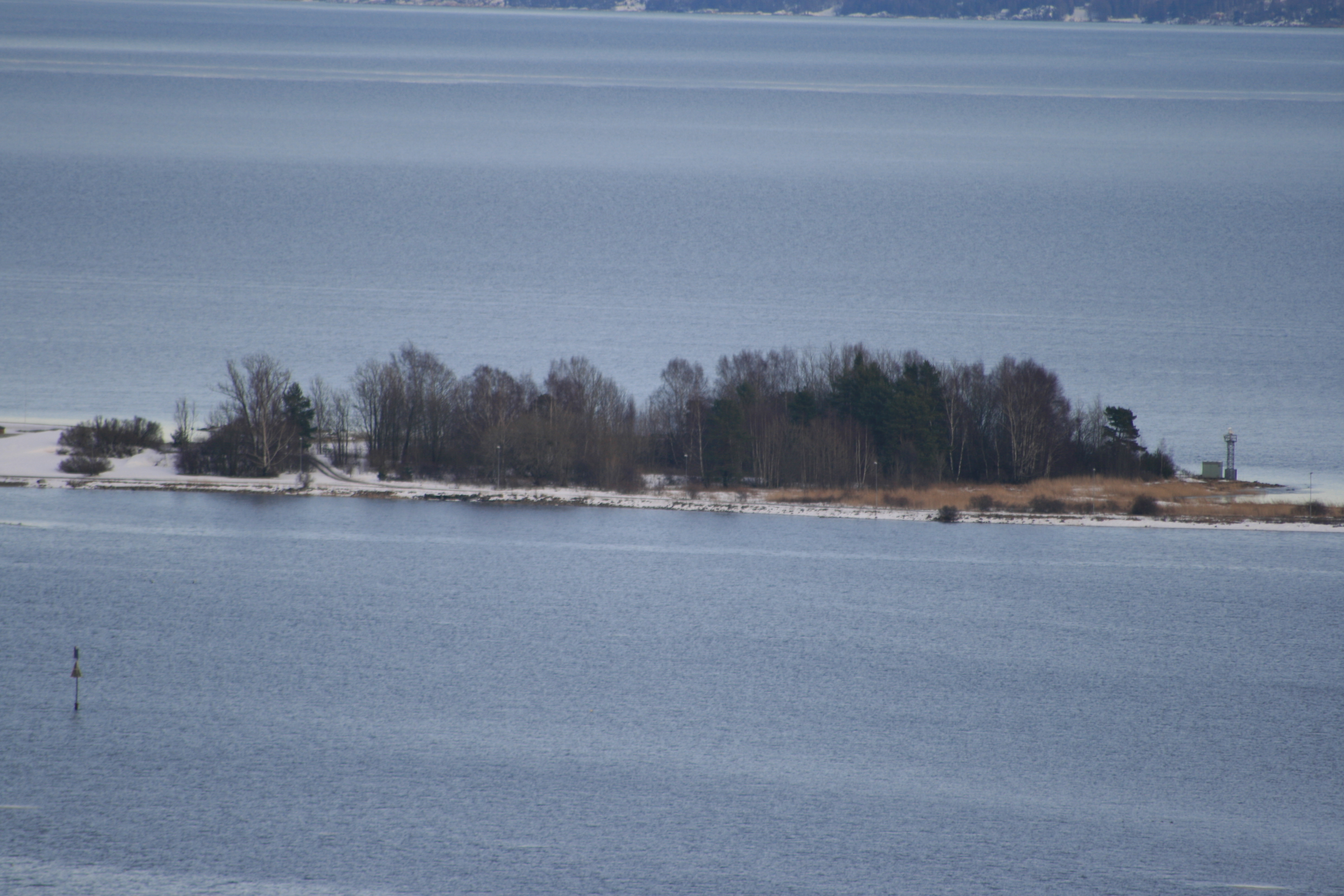
Vealøs a une petite parcelle de forêt.
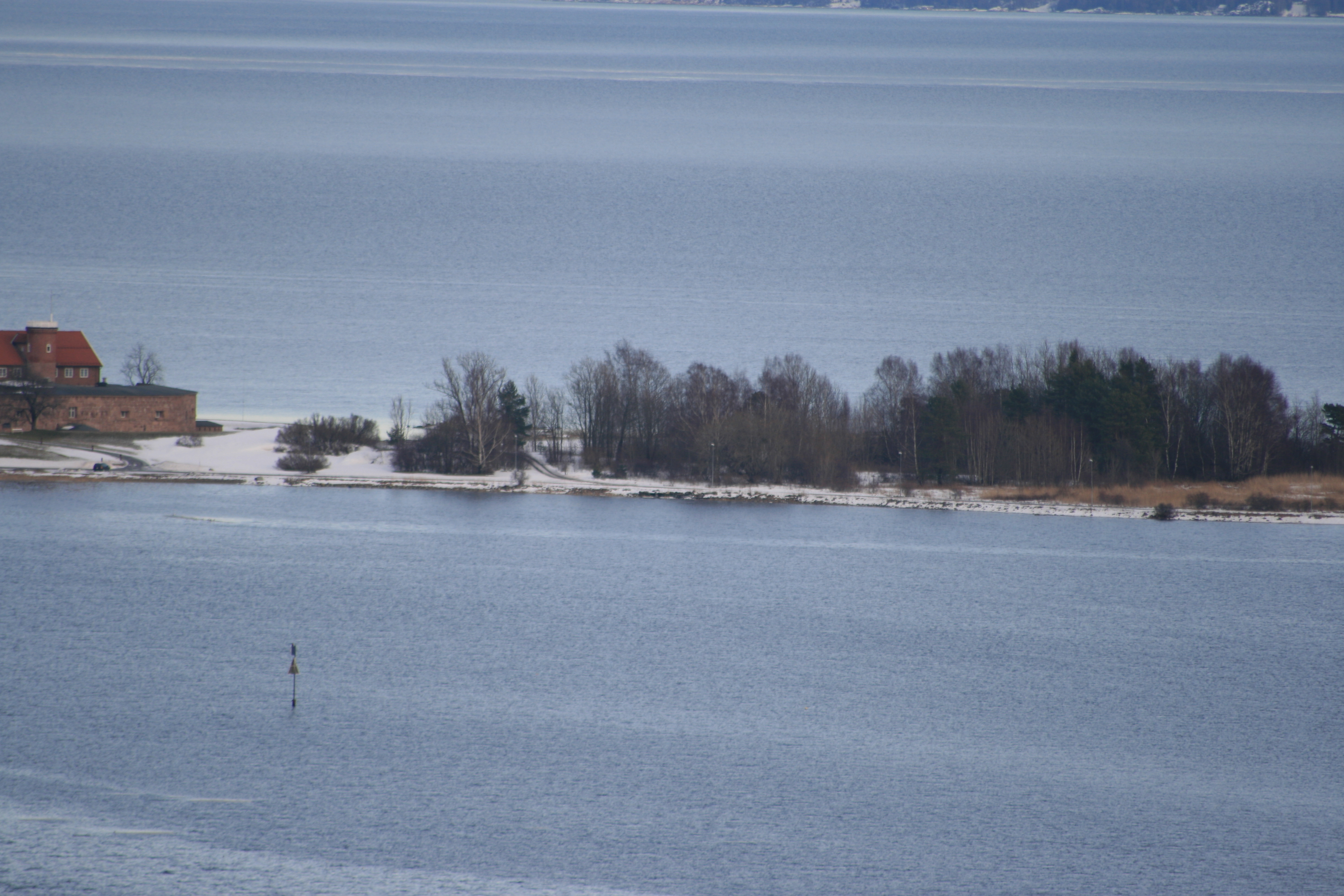
Ici, vous pouvez voir à la fois la forêt et Norske Løve.
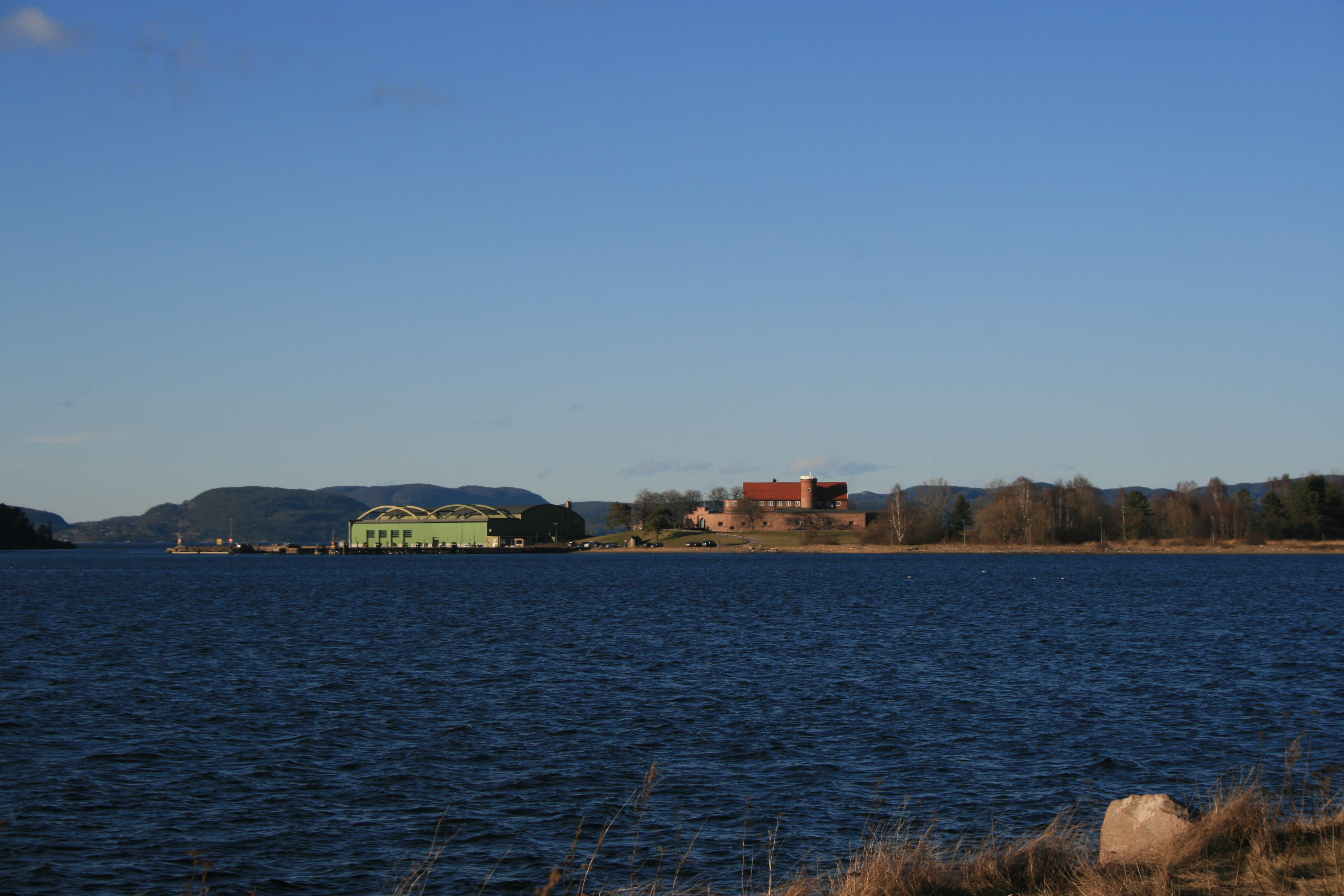
Le hangar et la forteresse de Norske Løve.
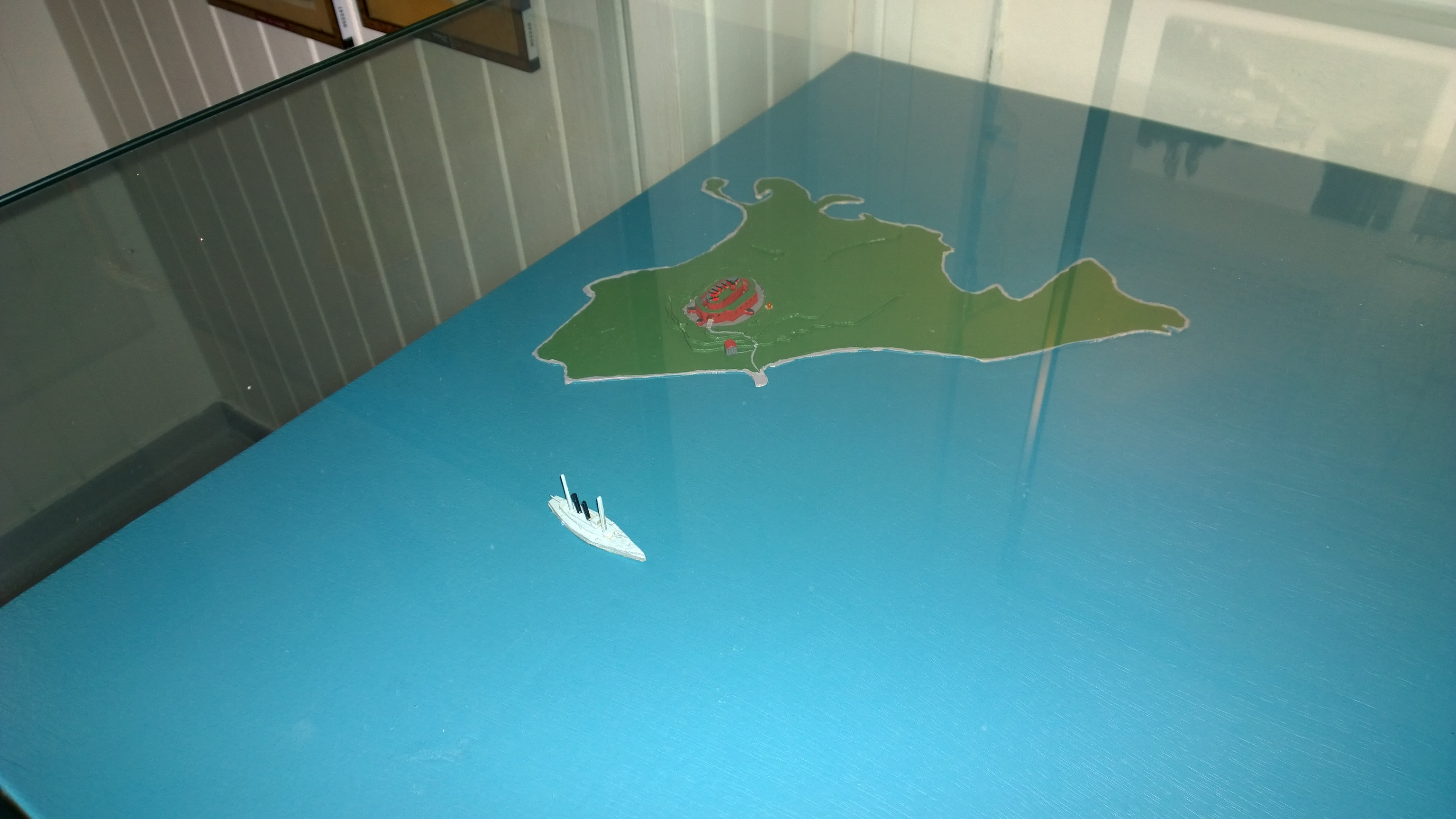
Modèle réduit de Vealøs et Norske Løve, tel qu’ils apparaissaient à la fin du XIXe siècle, au Musée de la marine royale norvégienne.